# Höchstadter EC
Der Höchstadter EC (Höchstadter Eishockey Club 93 e. V.) ist ein Eishockeyverein aus Höchstadt an der Aisch.

## Geschichte
Eishockey existierte in Höchstadt unter dem Dach des ESC Höchstadt schon in den 70er und 80er Jahren, es wurde jedoch eher als Breitensport ausgeübt. Um Eishockey stärker in die Öffentlichkeit zu rücken und um sportlich ambitionierter zu agieren, wurde 1993 ein reiner Eishockeyverein gegründet. 2010 wechselte die Basketballabteilung vom TSV Höchstadt zum Höchstadter EC.

## Eishockey
Die Eishockeymannschaft des Höchstadter EC mit dem Beinamen Alligators schaffte in der Saison 1993/94 als Meister der Bezirksliga Nord den Aufstieg in die Landesliga.Gespickt mit ehemals höherklassigen Akteuren, wie Kultstürmer Stan Mikulenka, Jan Cizek oder Roman Zilka wurde mehrmals am Tor zur Bayernliga geklopft. Man scheiterte jedoch knapp an der EA Kempten und im Folgejahr am ESV Bayreuth. 1997 qualifizierte man sich für die Meisterrunde um den Bayernligaaufstieg. Gegen den EHC Bad Aibling und der Startruppe des ESC München platzte das Eisstadion am Kieferndorfer Weg aus allen Nähten, es wurden sogar Zusatztribünen errichtet. Überhaupt pilgerten in den 90er Jahren regelmäßig über 1000 Zuschauer zum HEC. Das Produkt ambitioniertes Eishockey wurde hervorragend angenommen. Sportlich wurde der Aufstieg in die Bayernliga mit Platz 3 hinter München und Bad Aibling zwar verfehlt, dafür konnte in den Finalspielen gegen Buchloe der Bayernkrug gewonnen werden. Als Nachrücker durfte man in der Saison 1997/1998 trotzdem in der Bayernliga teilnehmen.
Hier konnten sich die Alligators schnell als Topteam etablieren. Im ersten Bayernligaspiel wurde der DEC Inzell-Frillensee mit 14-0 besiegt. Der Klassenerhalt wurde durch das Erreichen der Meisterrunde frühzeitig gesichert.
In der Saison 1998/99 spielte man lange um den Aufstieg in die Regionalliga mit, scheiterte aber an der EA Kempten und am EHC Memmingen. In der darauffolgenden Saison lieferte sich der HEC mit dem Erzrivalen ERV Schweinfurt und der Amateurmannschaft des Augsburger EV einen erbitterten Dreikampf um den Aufstieg. Durch eine Niederlage in Schweinfurt am letzten Spieltag wurde der Aufstieg erneut verpasst. Im Sommer 2000 wurden dann die Kräfte wieder gebündelt, es wurde ein erneuter Anlauf gewagt. Der Vertrag mit Topscorer Markus Schwindl wurde verlängert und vom Aufsteiger Schweinfurt kam Top-Goalie Siegfried Bärnreuther an die Aisch. Das Team von Trainer Viktor Lukes spielte eine starke Saison und konnte den bayerischen Meistertitel erringen. In der Aufstiegsrunde zur Regionalliga traf man dann auf den Bayerischen Vizemeister Sonthofen, den Meister der Baden-Württemberg Liga den Stuttgart Wizards und auf den Sachsenliga Vertreter aus Halle. Im ersten Spiel wurden die Hallenser mit 32-3 abgefertigt. Durch eine unnötige Heimniederlage gegen Stuttgart schwanden aber die Aufstiegschancen zumal sich Goalie Bärnreuther verletzte. Im Rückspiel stand dann Coach Lukes im Tor und mit einem 5:2-Auswärtssieg gelang die Sensation. Durch abschließende Siege gegen Sonthofen und Halle wurde dann tatsächlich der Aufstieg erreicht.
Durch den Aufstieg in die vom DEB geführte Regionalliga Süd wurden einige Umbaumaßnahmen im Stadion getätigt. Statt des Fangzaunes wurde eine Plexiglasbande montiert, ein Jahr später wurde auf der Gegengerade eine Sitzplatztribüne installiert.
In der neuen Liga hielt man gut mit und erreichte auch dank der Tore von Neuzugang Stanislav Rosa und der starken Leistungen des tschechischen Goalies Petr Heidinger Platz 8. In der ersten Playoffrunde konnte man gegen den späteren Meister aus Klostersee immerhin eine Partie gewinnen.
Im Sommer wurde die bisherige eingleisige Oberliga aufgelöst und durch Teams der Regionalliga Süd aufgestockt um so zwei regionale Staffeln zu bilden. Der HEC war somit drittklassig. In dieser drei nun folgenden Oberligaspielzeiten wurden die Alligators aber immer in die ungünstige Nordgruppe eingeteilt. Dabei traf man u. a. auf Teams aus Bremerhaven, Berlin, Hannover oder Dresden und hatte neben extrem hohen Fahrtkosten auch hohe Gehaltsposten um in dieser Profiliga mithalten zu können. Dies gelang nur teilweise, obwohl immerhin zweimal sportlich die Klasse gehalten werden konnte. In der Saison 2004/2005 war man dann bis zum Jahreswechsel auch sportlich erfolgreich und feierte tolle Siege gegen Leipzig und Dresden. Aufgrund immer größer werdenden Finanzprobleme zog man im neuen Jahr die Notbremse und trennte sich von den Profispielern und kommunizierte auch in der Öffentlichkeit freiwillig abzusteigen. Mit einer Rumpftruppe stieg man durch die Niederlagen in den Playdowns gegen Miesbach ab.
2005 war der HEC somit wieder zurück in der Bayernliga. Der Etat wurde im Vergleich zur Oberliga zwar deutlich reduziert, jedoch konnten mit Ekrt, Schmidhuber, Sikorski und Kukacka einige Stützen gehalten werden. Ergänzt um Jamie McKinley und Top Goalie Kai Fischer marschierten die Alligators durch die Liga und holten sich in den Finalspielen gegen den EHC Waldkraiburg den bayerischen Meistertitel.
Auf den Oberligaaufstieg wurde aber verzichtet. Das Niveau konnte in den Folgejahren nicht mehr gehalten werden. In der Saison 2007/2008 verpasste mann erstmals die Playoffs. 2008/2009 erfolgte mit Platz 3 unter Martin Ekrt ein kurzes Zwischenhoch. Zwischen Juni 2008 und Juni 2009 war der Höchstadter EC übrigens der Stammverein der Nürnberg Ice Tigers aus der DEL. Nach dem erneuten Verpassen der Playoffs in der nachfolgenden Saison stiegen die Alligators 2011 dann durch Niederlagen gegen den ESV Buchloe dann gar in die Landesliga ab. 
Der absolute Tiefpunkt eines mittlerweile schleichenden Niedergangs war nun erreicht – und erwies sich als Wendepunkt. Mit der Verpflichtung von Spielertrainer Daniel Jun aus Schönheide wurde die Grundlage für bessere Zeiten gelegt. Als erster Erfolg konnte der sofortige Wiederaufstieg in die Bayernliga gefeiert werden.
Es gelang sich in den Folgejahren wieder in der Bayernliga zu etablieren. 2014 gelang der Sprung ins Halbfinale, 2015 unterlag man erst im Finale gegen den EV Lindau, genauso wie 2016 gegen Waldkraiburg. Durch die Aufstockung der Oberliga Süd im Sommer 2016 war man elf Jahre nach dem Abstieg wieder in der dritthöchsten deutschen Spielklasse angelangt.
In der neuen Liga etablierte sich das Team schnell, scheiterte nur knapp am Meisterrundeneinzug. Wegen viel Verletzungspech scheiterte man in den Ausscheidungsspielen aber am TEV Miesbach und musste nach einem Jahr wieder in die Bayernliga absteigen. In der Saison 2017/18 gelang dem HEC-Team der sofortige Wiederaufstieg in die Oberliga.

### Erfolge
| - Aufstieg in die Oberliga 2002, 2016, 2018 - Bayerischer Meister (4. Liga) 2006, 2018 - Aufstieg in die Regionalliga 1997, 2001, 2012 - Bayerischer Vizemeister (4. Liga) 2015, 2016 - Bayerischer Eishockey-Meister 2001 - Meister Bayernliga Ost 2006 - Vizemeister Bayerische-Landesliga 2012 | - Meister Bayerische-Landesliga Nord 1997 - Vizemeister Landesliga Nord 2012 - Aufstieg in die Landesliga 1994 - Meister Bezirksliga Nord 1994 - Bayernkrug-Pokalsieger 1997 - Bayernkrug-Pokalfinale 1994, 1995, 1996 |  |

### Platzierungen
| Saisondaten ab 1993 | Saisondaten ab 1993 | Saisondaten ab 1993 | Saisondaten ab 1993 | Saisondaten ab 1993 | Saisondaten ab 1993 | Saisondaten ab 1993 | Saisondaten ab 1993 | Saisondaten ab 1993 | Saisondaten ab 1993 |
| Saison              | Liga                | Klasse              | Gruppe              | Platzierung         | PO                  | PD                  | Endplatzierung      | Zuschauerschnitt    |                     |
| ------------------- | ------------------- | ------------------- | ------------------- | ------------------- | ------------------- | ------------------- | ------------------- | ------------------- | ------------------- |
| 2024/25             | Oberliga            | I I I               | Süd                 | 6. Platz            | OL                  |                     | Achtelfinale        | 702                 |                     |
| 2023/24             | Oberliga            | I I I               | Süd                 | 10. Platz           | OL                  |                     | Achtelfinale        | 708                 |                     |
| 2022/23             | Oberliga            | I I I               | Süd                 | 5. Platz            | OL                  |                     | Achtelfinale        | 692                 |                     |
| 2021/22             | Oberliga            | I I I               | Süd                 | 6. Platz            | OL                  |                     | Achtelfinale        | 382                 |                     |
| 2020/21             | Oberliga            | I I I               | Süd                 | 4. Platz            | OL                  |                     | Halbfinale          | -                   |                     |
| 2019/20             | Oberliga            | I I I               | Süd                 | 12. Platz           |                     |                     | -                   | -                   |                     |
| 2018/19             | Oberliga            | I I I               | Süd                 | 9. Platz            |                     |                     | –                   | 762                 |                     |
| 2017/18             | Regionalliga        | I V                 | BYL                 | Bayr. Meister       | OL                  |                     | Halbfinale ↑        | 801                 |                     |
| 2016/17             | Oberliga            | I I I               | Süd                 | 9. Platz            |                     | X                   | Viertelfinale ↓     | 783                 |                     |
| 2015/16             | Regionalliga        | I V                 | BYL                 | 7. Platz            | X                   |                     | Vizemeister ↑       | 801                 |                     |
| 2014/15             | Regionalliga        | I V                 | BYL                 | 2. Platz            | X                   |                     | Vizemeister         | 697                 |                     |
| 2013/14             | Regionalliga        | I V                 | BYL                 | 3. Platz            | X                   |                     | 3. Gruppe B         | 513                 |                     |
| 2012/13             | Regionalliga        | I V                 | BYL                 | 9. Platz            | X                   |                     | 5. Gruppe B         | 527                 |                     |
| 2011/12             | Landesliga          | V                   | Nord                | Vizemeister         | X                   |                     | Vizemeister ↑       | 512                 |                     |
| 2010/11             | Regionalliga        | I V                 | BYL                 | 11. Platz           |                     | X                   | 4. Gruppe B ↓       | 504                 |                     |
| 2009/10             | Regionalliga        | I V                 | BYL                 | 10. Platz           |                     | X                   | 1. Platz            | 568                 |                     |
| 2008/09             | Regionalliga        | I V                 | BYL                 | 3. Platz            | X                   |                     | Halbfinale          | 679                 |                     |
| 2007/08             | Regionalliga        | I V                 | BYL                 | 11. Platz           |                     | X                   | 1. Runde            | 576                 |                     |
| 2006/07             | Regionalliga        | I V                 | BYL                 | 8. Platz            | X                   |                     | Viertelfinale       | 640                 |                     |
| 2005/06             | Regionalliga        | I V                 | BYL                 | 1. Platz            | X                   |                     | Bayr. Meister       | 579                 |                     |
| 2004/05             | Oberliga            | I I I               | Nord/Ost            | 9. Platz            |                     | X                   | 4. Nord/Ost ↓       | 482                 |                     |
| 2003/04             | Oberliga            | I I I               | Nord/Ost            | 10. Platz           |                     | X                   | 9. Platz            | 589                 |                     |
| 2002/03             | Oberliga            | I I I               | Süd/Ost             | 9. Platz            |                     | X                   | 7. Platz            | 686                 |                     |
| 2001/02             | Regionalliga        | I V                 | –                   | 8. Platz            | X                   |                     | Viertelfinale ↑     | 135                 |                     |
| 2000/01             | Bayernliga          | V                   | Ost                 | Meister             | BYL                 |                     | Bayr. Meister ↑     | 176                 |                     |
| 1999/00             | Bayernliga          | V                   | –                   |                     |                     |                     | 3. Platz            |                     |                     |
| 1998/99             | Bayernliga          | V                   | –                   |                     | X                   |                     | 3. Platz            |                     |                     |
| 1997/98             | Regionalliga        | I V                 | BYL                 |                     | X                   |                     | 6. Platz ↓          |                     |                     |
| 1996/97             | Landesliga          | V                   | Nord                | Vizemeister         | X                   |                     | Aufstieg ↑          |                     |                     |
| 1995/96             | Landesliga          | V                   | Nord                | Vizemeister         |                     |                     | –                   |                     |                     |
| 1994/95             | Landesliga          | V                   | Nord                | Vizemeister         |                     |                     | –                   |                     |                     |
| 1993/94             | Bezirksliga         | V I I               | Nord                | Meister             | BBzL                |                     | 3. Platz ↑          |                     |                     |

Quelle: passionhockey.com, Quelle: eishockey-online.com, Auf-/Abstieg ↑ ↓

## Inlineskaterhockey
Die Höchstadter EC nahmen seit 2012 als Teamgemeinnschaft mit dem HC Erlangen am Spielbetrieb teil und wurde nach dem Abstieg aus der Regionalliga Nord-Ost 2015 aufgelöst.

## Basketball
Bis Juni 2022 nahmen neben einer gemischten Herren- und Ü30-Mannschaft unter dem Dach der Abteilung einige Jugendmannschaften am Spielbetrieb der Kreisliga Nord teil. Die komplette Sparte wechselte zum 1. Juli 2022 zum ESC Höchstadt.